# Incident de Namamugi

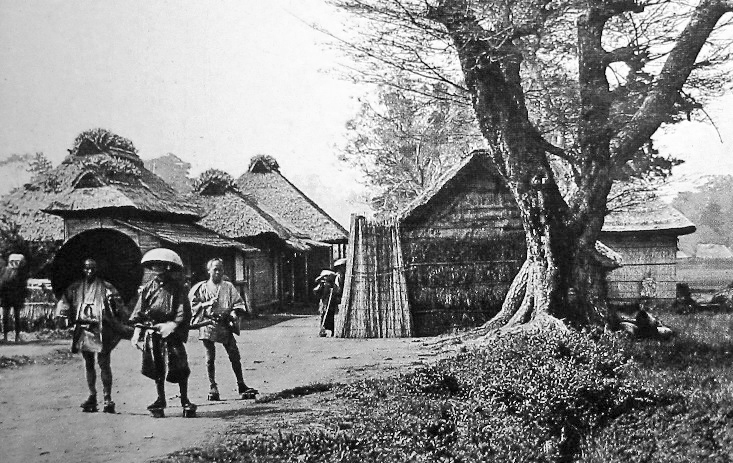
Entrada del poble de Namamugi vers el 1862.

L'Incident de Namamugi (en japonès: 生麦事件; transliteració: Namamugi Jiken) és el nom que se li va donar a l'atac efectuat per uns samurais contra un grup d'estrangers al Japó el 14 de setembre de 1862. L'atac va ser el causant del bombardeig de Kagoshima en 1863. Per als japonesos, el bombardeig és descrit com una guerra entre el Regne Unit i l'antic domini de Satsuma: la Guerra Anglo-Satsuma (Satsu-Ei Senso).

## Esdeveniments
Quatre súbdits britànics, (un comerciant de Shanghai anomenat Charles Lennox Richardson, altres dos homes anomenats Clark i Marshall, i una dona, la senyora Borrodaile) viatjaven per la ruta Tokaido, cap a un temple de l'actual Kawasaki. Mentre travessaven Namamugi (ara part de Tsurumi-ku, Yokohama), el daimyo de Satsuma, Shimazu Hisamitsu, va passar en direcció oposada amb un contingent d'uns mil guàrdies. Els britànics no van desmuntar quan se'ls va ordenar, com era costum quan un daimyo passava al Japó, i en conseqüència van ser atacats per manca de respecte envers Shimazu. Richardson va ser assassinat i els altres dos homes van ser greument ferits (la Sra. Borrodaile no va patir cap mal).

## Conseqüències
L'incident va espantar la comunitat estrangera resident al Japó, que habitava el districte Kannai de Yokohama. Molts comerciants van demandar als seus governs accions punitives contra Japó. El Regne Unit va atacar Satsuma (ara Kagoshima) un any més tard, mitjançant un bombardeig naval en el qual van morir 5 habitants de Satsuma, i 13 marins britànics, entre els quals destaca el Capità i Comandant del navili HMS Euryalus. El bombardeig va causar grans danys materials; 500 cases es van incendiar a Kagoshima, i 3 vaixells de vapor locals van ser destruïts. A més, el conflicte va causar molta controvèrsia al parlament britànic.
Els shishi, que tenien influència sobre l'emperador Kōmei, en 1863 el van convèncer per emetre una "Ordre d'expulsió dels bàrbars". L'Ordre va situar el shogunat en una posició difícil, es produir atacs contra estrangers o els seus vaixells, i forces estrangeres i en represàlia les forces de Bakufu van poder expulsar la major part dels shishi de Kyoto, el seu intent de tornar el 1864 va ser rebutjat. No obstant això, els disturbis van continuar a tot el Japó.